# Compagnia Italiana Rimorchi
 (février 2017).
Si vous disposez d'ouvrages ou d'articles de référence ou si vous connaissez des sites web de qualité traitant du thème abordé ici, merci de compléter l'article en donnant les références utiles à sa vérifiabilité et en les liant à la section « Notes et références ».
Viberti Rimorchi SRL - C.I.R. SpA, est un groupe industriel privé italien ayant son siège social Località Ca' di Capri, 104/a à Bussolengo dans la province de Vérone en Italie. C'est le fruit d'un regroupement effectué le 11 février 2011 entre trois groupes industriels spécialisés, depuis presque un siècle dans la conception et la réalisation de systèmes de transport sur route.

## Historique
Viberti Rimorchi SRL est une société très récente qui fait sienne l'expérience des marques qui la composent : Cardi, Merker et Viberti.
Les groupes « Acerbi-Viberti » et « Margaritelli », propriétaires de la marque Cardi, leaders sur le marché italien des remorques et semi-remorques, avec CLN, un groupe de référence dans les aciers laminés à plat et la production de composants automobiles, ont décidé de regrouper leurs activités dans ce secteur particulier et très concurrentiel au niveau mondial pour créer Viberti Rimorchi. 
Le groupe « Acerbi-Viberti » apporte l'unité d'excellence en la matière avec la marque Viberti, synonyme reconnu de la grande tradition italienne et de la qualité dans le domaine des remorques. 
Le groupe italien Margaritelli, spécialiste européen dans la transformation du bois et les traverses en béton pour le chemin de fer est le maître d'œuvre du regroupement. Il apporte l'ensemble des activités industrielles de ses filiales, les marques Cardi, autre symbole historique italien de qualité et tradition des remorques, et Merker, emblème de l'innovation technique et de la production de qualité en grande série. 
Au niveau de l'intégration verticale, le Groupe CLN, contrôlé par la famille Magneto, vient renforcer la nouvelle équipe avec une intégration industrielle importante de la chaîne d'approvisionnement en amont, par la fourniture des profilés en acier à très hautes performances de nouvelle génération. 
Les activités industrielles de la Société se développent sur trois unités de production en Italie et une en France : l'usine historique Viberti de Nichelino près de Turin, de Cardi à Vérone et le nouveau site de production Merker de Tocco da Casauria dans la province de Pesaro dans les Abruses. Le groupe a mis en service le 6 janvier 2014 une filiale de production en France, sur l'ancien site du constructeur français SAMRO mis en faillite en 2008, à Balbigny dans la Loire.
L'ex-Groupe « Acerbi-Viberti » maintiendra la production indépendante de remorques et semi-remorques de la marque Acerbi, spécialisé dans les citernes et d'éléments en aluminium, dans son usine de Castelnuovo Scrivia. 
Avec ce regroupement, le PDG du groupe Margaritelli est confiant car les synergies industrielles sont nombreuses et impressionnantes puisque les activités des 3 unités sont complémentaires. La première intervention a consisté à spécialiser chaque site de production. Les activités de construction des châssis sont concentrées sur le site Merker de Tocco da Casauria, où sont installées des lignes entièrement robotisées de soudage, mais c'est surtout une usine unique en Europe équipée d'une unité d'électrophorèse anti-corrosion pour le traitement des châssis. Le processus d'assemblage est distribué sur les différents sites de production pour respecter la spécialisation de chaque marque. 
Ce regroupement a aussi permis de remédier à la fragmentation excessive de la production italienne, qui est aujourd'hui un sérieux obstacle à son développement. Dans le passé, un très petit constructeur pouvait s'imposer sur le marché en compensant sa moindre efficacité avec plus de souplesse. Aujourd'hui, ce n'est plus possible, du moins pas dans le segment de marché des véhicules standardisés. Il faut avoir une taille minimale pour pouvoir investir suffisamment dans la recherche et le développement, pour mettre en œuvre les techniques de production les plus avancées et développer des réseaux de distribution à l'étranger. Grâce à cette intégration, la société dispose de la taille nécessaire pour s'imposer au niveau européen et proposer son savoir-faire bien au-delà des frontières italiennes. 
Grâce à ses marques, la nouvelle société est, de très loin le premier producteur italien, avec une part d'environ et l'un des leaders en Europe. La CIR a une capacité de production installée de 15.000 unités par an et un effectif d'environ 400 personnes. Le réseau de distribution, en raison des fortes racines historiques de chaque marque et de leur spécificité sera maintenu en Italie. Sur les marchés d'exportation, un regroupement sera rapidement réalisé. 

## Les différentes marques

### CARDI
La société CARDI a été créée en 1919. Elle a acquis une solide réputation de constructeur de produits "sur mesure" extrêmement robustes. C'est pour cela que la chaîne de fabrication est configurée de manière à être en mesure de construire et de personnaliser les produits en fonction des besoins spécifiques fixés par le transporteur. Grâce à sa longue expérience dans l'industrie, la marque est en mesure d'offrir une gamme de produits très étendue : remorques fixes, bennes, porte-conteneurs, véhicules de chantier et enrochements et plateaux surbaissés. Tous ces éléments peuvent être livrés dans des configurations adaptées aux conditions d'exploitation comme simple, double ou triple essieu, suspension mécanique ou pneumatique, essieu fixe ou  directionnel contrôlé selon les besoins.

### VIBERTI
Fondée en 1922 à Turin, la société VIBERTI est devenue très rapidement le constructeur italien de référence dans son domaine. Sa réputation s'est construite sur l'ensemeble de son extraordinaire gamme de produits qui allait des autobus et autocars aux remorques et semi-remorques, des équipements de simple carrosserie pour les magasins ambulants aux structures complexes pour des transports spécifiques en passant par les équipements militaires.
Les modèles Viberti ont toujours été à l'avant garde et aujourd'hui, en rejoignant Viberti Rimorchi, elle continuera à utiliser les procédés de fabrication les plus avancées, en particulier en ce qui concerne les phases de soudage, effectuées par des robots, et les traitements anti-corrosion par électrodéposition cathodique, qui permettent réaliser une protection de la peinture trois fois plus élevé que les systèmes classiques. Une grande attention est traditionnellement versée au contrôle de la qualité à chaque étape du processus de production (VIBERTI été la première entreprise à obtenir la certification ISO 9001 en 1995).

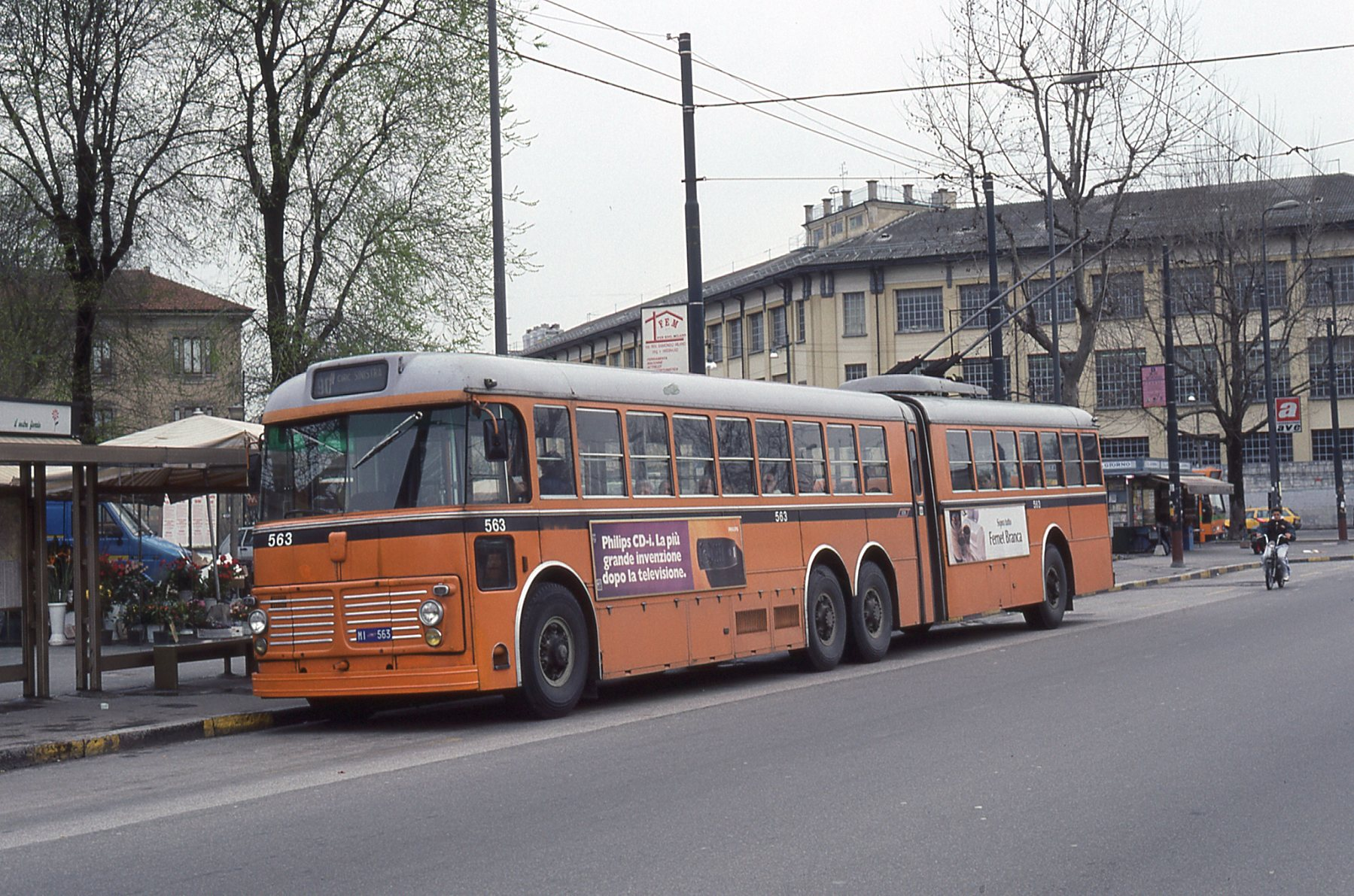
Trolleybus Fiat-Viberti 1950

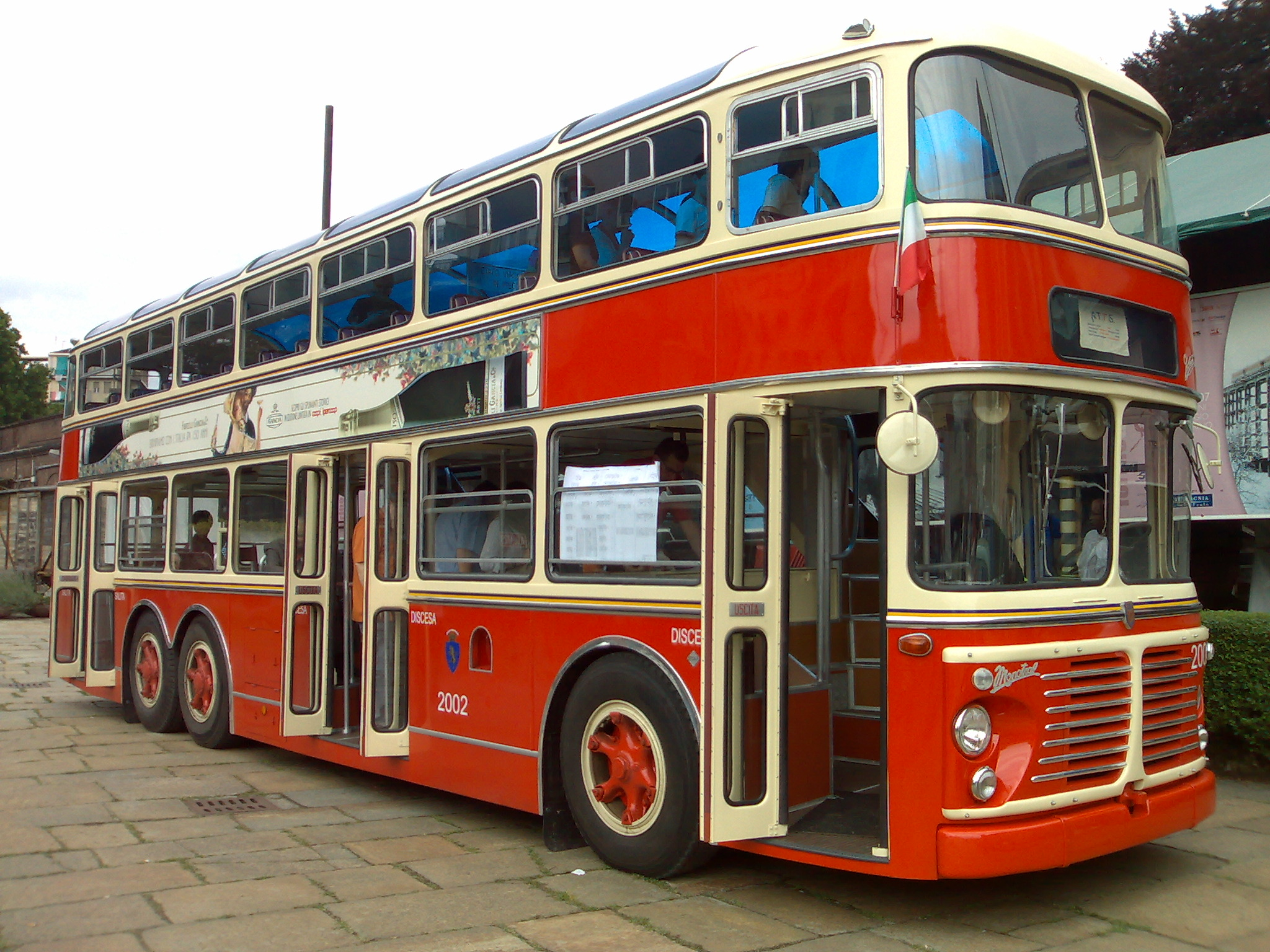
Autobus Fiat Viberti CV61 (1961)

Viberti est une entreprise très connue et reconnue en Italie pour ses carrosseries d'autocars de ligne et bus urbains, sur base mécanique Fiat V.I., puis Iveco à partir de 1975. On lui doit les modèles Iveco 316, Iveco Turbocity et les trolleybus Fiat 2472 Viberti. En 1961, à l'occasion de l'exposition internationale "Italia '61", Viberti a construit sur commande de la société de transports en commun de Turin, 12 autobus à 2 étages à 3 essieux.

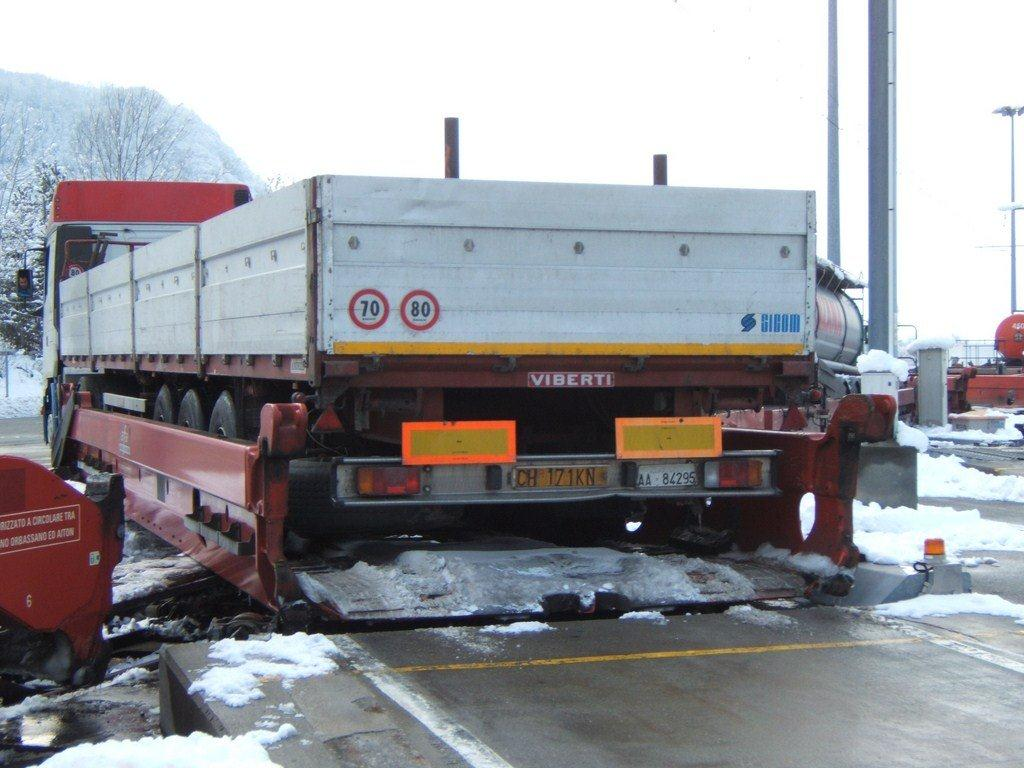
Un semi-remorque Viberti sur wagon d'autoroute ferroviaire